# Émetteur de Traînou
L’émetteur de Traînou est un émetteur français de radiofréquences se trouvant à Traînou dans le département du Loiret en région Centre-Val de Loire.

## Description
L'émetteur de Traînou se présente sous la forme d'un pylône haubané d'une hauteur de 200 mètres et d'un bâtiment regroupant les émetteurs. Il diffuse, sur la quasi-totalité du département du Loiret, dont Orléans, les chaînes de la TNT, 4 radios FM publiques, des relais de téléphonie mobile et des transmissions concernant le haut débit et les communications (EDF, TDF).
Ce site de diffusion est situé à une vingtaine de kilomètres à l'est d'Orléans et à 2 km du centre du village de Traînou, à l'angle de la route de Fay-aux-Loges (route départementale 11) et du chemin d'Orléans à Sully-la-Chapelle. Il est exploité par l'opérateur Télédiffusion de France (TDF).
Le site fait partie des bâtiments les plus hauts de France et est également la structure la plus haute du Loiret.

## Télévision

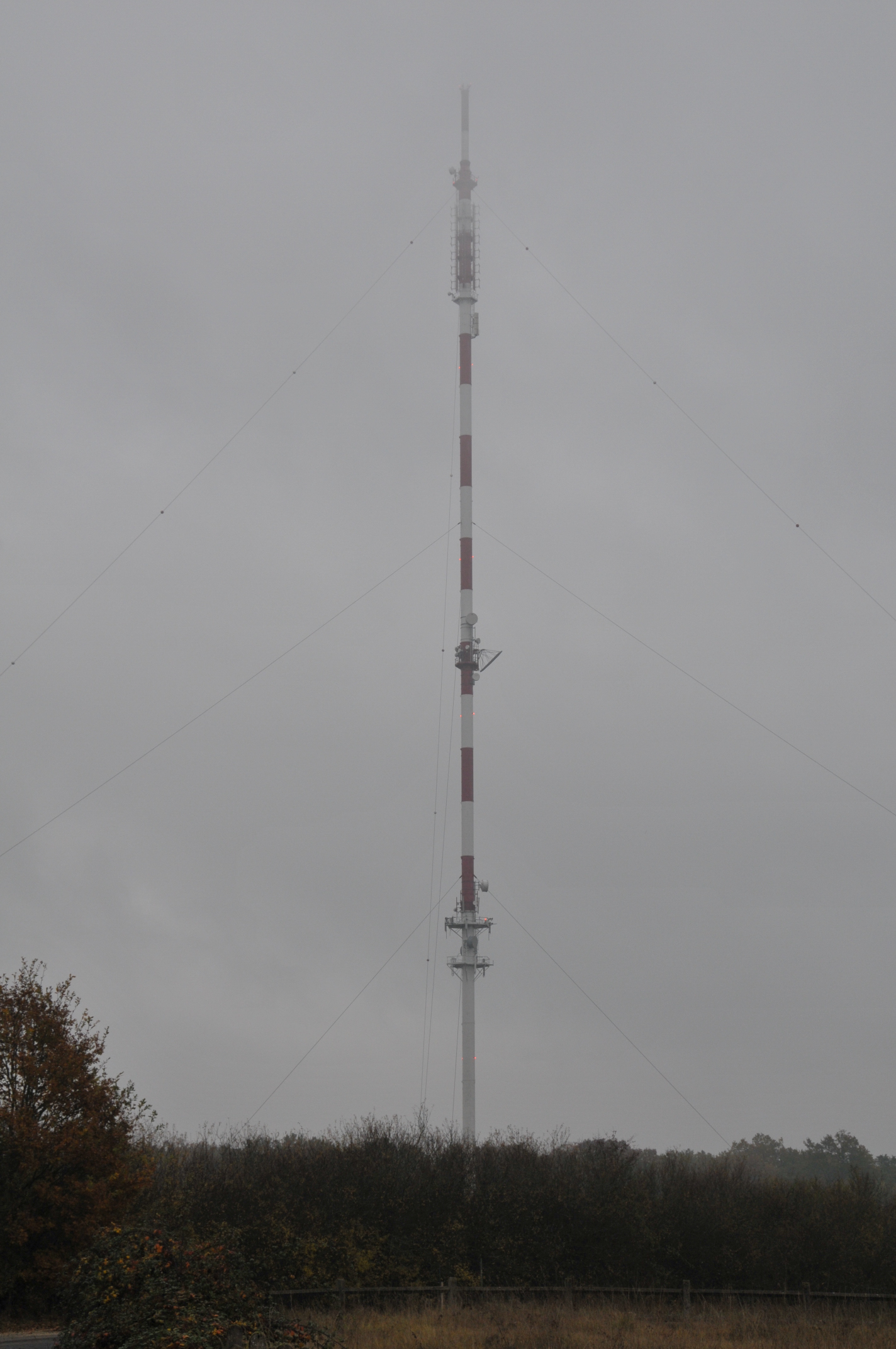
L'émetteur en 2009

### Diffusion en analogique
L'émetteur de Traînou a diffusé 5 chaînes de télévision en analogique jusqu'au 19 octobre 2010. Il était notamment l'unique diffuseur de France 5 / Arte et M6 dans le Loiret. 
| Chaîne          | Canal | Puissance (PAR) |
| --------------- | ----- | --------------- |
| TF1             | 42H   | 22 kW           |
| France 2        | 39H   | 22 kW           |
| France 3 Centre | 45H   | 22 kW           |
| France 5 / Arte | 52H   | 20 kW           |
| M6              | 36H   | 20 kW           |

### Diffusion en numérique

#### Canaux, puissances et diffuseurs des multiplex[2]
| Multiplex | Canaux | Puissances (PAR) | Diffuseur |
| --------- | ------ | ---------------- | --------- |
| R1        | 39H    | 6,3 kW           | TDF       |
| R2        | 33H    | 4,4 kW           | TDF       |
| R3        | 45H    | 4,4 kW           | TDF       |
| R4        | 48H    | 4,4 kW           | TDF       |
| R6        | 34H    | 4,4 kW           | TDF       |
| R7        | 41H    | 4,4 kW           | TDF       |
| R9        | 46H    | 100 W            | TDF       |

#### Composition des multiplex
Le 5 avril 2016, toute la TNT passe à la norme MPEG-4 (LCI et Paris Première sont toujours diffusées en SD). Ce changement marque la disparition des multiplex R5 et R8 et l'arrivée de 2 chaînes gratuites : LCI qui était jusque-là une chaîne payante et France Info, la chaîne d'information du service public qui a démarré le 1er septembre 2016.
Le 11 juin 2024, le multiplex R9 diffusant des chaînes sous la norme HEVC est activé.
Les numéros des multiplex sont accompagnés de leur opérateur de gestion.

##### R1(Société de gestion du réseau R1)
| LCN | Nom de la chaîne             |
| --- | ---------------------------- |
| 2   | France 2                     |
| 3   | France 3 Centre-Val de Loire |
| 4   | France 4                     |
| 16  | France Info                  |

##### R2(Nouvelles télévisions numériques)
| LCN | Nom de la chaîne |
| --- | ---------------- |
| 12  | Gulli            |
| 13  | BFM TV           |
| 14  | CNews            |
| 17  | CStar            |
| 18  | T18              |
| 19  | Novo 19          |

##### R4(Société multiplex R4)
| LCN | Nom de la chaîne |
| --- | ---------------- |
| 5   | France 5         |
| 6   | M6               |
| 7   | Arte             |
| 9   | W9               |
| 22  | 6ter             |
| 26  | Paris Première   |

##### R6(Société d'exploitation du multiplex R6 - SMR6)
| LCN | Nom de la chaîne |
| --- | ---------------- |
| 1   | TF1              |
| 8   | LCP              |
| 10  | TMC              |
| 11  | TFX              |
| 15  | LCI              |

##### R7(Multiplex haute définition 7)
| LCN | Nom de la chaîne |
| --- | ---------------- |
| 20  | TF1 Séries Films |
| 21  | L'Équipe         |
| 23  | RMC Story        |
| 24  | RMC Découverte   |
| 25  | Chérie 25        |

##### R9(GR UHD1)
| LCN | Nom de la chaîne |
| --- | ---------------- |
| 52  | France 2 UHD     |

## Radio FM
Sur les quatre radios publiques diffusées par cet émetteur, il y a la station locale, ICI Orléans depuis le 6 janvier 2025, (ex-France Bleu Orléans), couvrant le Loiret et le Loir-et-Cher. Elles émettent toutes avec une puissance de 3 kW.
| Fréquence | Station        | Code RDS (PS) |
| --------- | -------------- | ------------- |
| 90.7      | France Musique | MUSIQUE_      |
| 95.8      | France Culture | _CULTURE      |
| 99.2      | France Inter   | _CULTURE      |
| 100.9     | Ici Orléans    | ICIORLEA      |

## Téléphonie mobile[7]
| Opérateur        | 2G  | 3G  | 4G  | FH  |
| ---------------- | --- | --- | --- | --- |
| Orange           | Oui | Oui | Oui | Oui |
| SFR              | Oui | Oui | Non | Oui |
| Bouygues Telecom | Oui | Oui | Oui | Oui |
| Free             | Non | Oui | Oui | Non |

## Autres transmissions[7]
- EDF : COM TER
- TDF : Faisceau hertzien
- IFW (opérateur de WiMAX) : BLR de 3 GHz